# 维尔纳·奥尔克
维尔纳·奥尔克（德語：Werner Olk，1938年1月18日—），德国前足球教练及足球运动员。

## 俱乐部生涯
奥尔克最初于1948年加入汉诺威附近的列特05（SG Letter 05）青年部，不久又转投邻镇的席泽（TuS Seelze）青年部。随后，他作为业余球员加盟汉诺威阿米尼亚。自1960-61赛季起，奥尔克与拜仁慕尼黑签订了职业合同，并在1960年8月14日拜仁主场以3比1战胜乌尔姆的比赛中首次登场亮相。经过3年征战德国足球高级联赛和2年征战德国足球地区联赛，他终于在1965-66赛季随拜仁慕尼黑成功升入德国足球甲级联赛。奥尔克的德甲首秀是在1965年8月14日对阵慕尼黑1860的慕尼黑德比中，拜仁慕尼黑以0比1告负。被球迷们昵称为“基兴之鹰（Adler von Giesing）”的奥尔克就此成为拜仁慕尼黑历史上首位德甲队长，他担任这一角色直至1970年5月3日，当他最后一次代表拜仁在客场以2比2战平沙尔克04的比赛中上阵。

## 国家队生涯
奥尔克首次身披国字号球衣是1956年3月28日，德国青年国家足球队在布达佩斯举行的欧洲青年足球锦标赛小组赛中以0比0战平匈牙利。在第三场暨最后一场小组赛以1比2不敌英格兰的比赛中，他再次获得出场机会，并射入己方的唯一入球。
1959年，奥尔克也曾三次代表德国业余国家足球队上阵，分别是在恩斯赫德以2比0战胜荷兰（4月15日）、在锡根以2比0战胜英格兰（5月27日）和在埃森以0比3不敌波兰（11月24日）。
奥尔克也曾入选过德国23岁以下国家足球队，在1961年3月15日于伦敦以1比4不敌英格兰的比赛中出场。
奥尔克仅代表德国国家足球队有过1次出场纪录，在1961年10月8日客场2比0战胜波兰的比赛中首发出场，但在半场结束时即被换下。

## 主教练生涯
在球员生涯结束后，奥尔克开始投入教练工作，并在德国先后执教了布伦瑞克、达姆施塔特、弗赖堡、普鲁士明斯特、卡尔斯鲁厄和奥格斯堡等球队。随后他来到瑞士，分别执教阿劳和圣加伦，并在1990年至1992年间担任摩洛哥国家足球队主教练 。他还曾作为拜仁慕尼黑的助理教练，出现在每次主场比赛的贵宾席中。1996年，他又率领扎马雷克夺得非洲聯賽冠軍盃冠军。